# Пије де ла Куеста, Лос Лаурелес (Чоис)
Пије де ла Куеста, Лос Лаурелес (шп. Pie de la Cuesta, Los Laureles) насеље је у Мексику у савезној држави Синалоа у општини Чоис. Насеље се налази на надморској висини од 707 м.

## Становништво
Према подацима из 2010. године у насељу је живело 14 становника.

### Хронологија
| Година       | 2000 | 2005 | 2010 |
| ------------ | ---- | ---- | ---- |
| Становништво | 10   | 12   | 14   |

### Попис
| # | Индикатор                     | Вредност |
| - | ----------------------------- | -------- |
| 1 | Укупно домаћинстава           | 3        |
| 2 | Укупно насељених домаћинстава | 2        |
| 3 | Величина локације             | 1        |